# Bent-Ove Pedersen
Bent-Ove Pedersen (* 11. Juli 1967 in Oslo) ist ein ehemaliger norwegischer Tennisspieler.

## Leben
Pedersen wurde 1992 Tennisprofi und konnte im ersten Profijahr seinen größten Karriereerfolg feiern, als er an der Seite von Anders Järryd das ATP Turnier von Bozen gewann. Dies sollte sein einziger Doppeltitel auf der Tour bleiben. Er erreichte zwar 1993 mit Henrik Holm noch einmal ein Doppelfinale, in Kuala Lumpur unterlagen sie jedoch den Niederländern Jacco Eltingh und Paul Haarhuis. Im Laufe seiner Karriere konnte er zudem drei Doppeltitel auf der ATP Challenger Tour erringen. Seine höchste Notierung in der Tennisweltrangliste erreichte er 1993 mit Position 366 im Einzel sowie Position 78 im Doppel.
Sein bestes Einzelergebnis bei einem Grand-Slam-Turnier war das Erreichen der ersten Runde der US Open 1993. Nach überstandener Qualifikation unterlag er in der Auftaktpartie Byron Black glatt in drei Sätzen. Dies war gleichzeitig seine einzige Qualifikation zu einem Grand-Slam-Turnier im Einzel. In der Doppelkonkurrenz erreichte er 1991 an der Seite von Matt Lucena das Viertelfinale der Australian Open.
Pedersen spielte zwischen 1987 und 1999 20 Einzel- sowie 15 Doppelpartien für die norwegische Davis-Cup-Mannschaft. Sein größter Erfolg mit der Mannschaft war die Teilnahme an der ersten Runde der Weltgruppe 1995. Bei der 0:5-Niederlage gegen Belgien kam er nur im Doppel zum Einsatz. Sowohl seine Einzelbilanz von 14:6, als auch seine Doppelbilanz von 8:7 ist positiv. Bei den Olympischen Sommerspielen 1992 trat er an der Seite von Christian Ruud im Doppel für Norwegen an. Norwegen unterlag in der ersten Runde dem südafrikanischen Doppel aus Wayne Ferreira und Piet Norval in vier Sätzen. Südafrika gewann später die Silbermedaille.

## Erfolge
| Legende                       |
| Grand Slam                    |
| Tennis Masters Cup            |
| ATP Masters Series            |
| ATP International Series Gold |
| ATP International Series (1)  |
| ATP Challenger Series (3)     |

| ATP-Titel nach Belag |
| Hartplatz (0)        |
| Sand (0)             |
| Rasen (0)            |
| Teppich (1)          |

### Doppel

#### Turniersiege

##### World Tour
| Nr. | Datum            | Turnier | Belag   | Partner       | Finalgegner           | Ergebnis      |
| --- | ---------------- | ------- | ------- | ------------- | --------------------- | ------------- |
| 1.  | 18. Oktober 1992 | Bozen   | Teppich | Anders Järryd | Tom Nijssen Cyril Suk | 6:1, 6:7, 6:3 |

##### Challenger Tour
| Nr. | Datum            | Turnier   | Belag       | Partner       | Finalgegner                | Ergebnis      |
| --- | ---------------- | --------- | ----------- | ------------- | -------------------------- | ------------- |
| 1.  | 26. Januar 1992  | Heilbronn | Teppich (i) | Doug Eisenman | Sander Groen Tomas Nydahl  | 6:1, 6:3      |
| 2.  | 5. Juli 1992     | Porto     | Sand        | Doug Eisenman | Jordi Arrese Àlex Corretja | 1:6, 6:4, 6:2 |
| 3.  | 13. Februar 1994 | Rennes    | Teppich (i) | Anders Järryd | Mark Knowles Leander Paes  | 6:4, 6:3      |

#### Finalteilnahmen
| Nr. | Datum           | Turnier      | Belag     | Partner     | Finalgegner                 | Ergebnis |
| --- | --------------- | ------------ | --------- | ----------- | --------------------------- | -------- |
| 1.  | 10. Januar 1993 | Kuala Lumpur | Hartplatz | Henrik Holm | Jacco Eltingh Paul Haarhuis | 5:7, 3:6 |